# Mathew Leckie
Mathew David Joseph Leckie McDannie (Sydney, Australia, 4 de febrero de 1991) es un futbolista australiano que juega de centrocampista en el Melbourne City F. C. de la A-League.

## Trayectoria

### Adelaide United
Leckie jugó para los Bulleen Lions de la Victorian State League Division 1 hasta el 2 de septiembre de 2009, cuando firmó su primer contrato profesional por dos años con el Adelaide United. Hizo su debut en la A-League Australia el 18 de septiembre, ingresando como suplente en el minuto 75 frente al Melbourne Victory.
Leckie anotó el gol de la victoria en su partido debut en la Liga de Campeones de la AFC el 24 de febrero de 2010 contra los actuales campeones, el Pohang Steelers. Volvió anotar en el torneo en el siguiente partido, en la victorai 2-0 sobre el Shandong Luneng. Leckie ha sido considerado como uno de los mejores jugadores jóvenes de Australia.
Leckie comenzó la temporada 2010–11 con el pie derecho, anotando dos veces en los cinco primeros partidos de Adelaide, recibiendo elogios por sus actuaciones y ganando el favor de la selección sub-19 de Australia por su actuación en el torneo sub-19 de la AFC.

### Borussia Mönchengladblach
Al final de la temporada 2010-11 fichó con el  Borussia Mönchengladbach de la 1. Bundesliga alemana. Anotó su primer gol con su nuevo club en un doblete en la victoria 5-2 en un amistoso frente al Aberdeen FC escocés el 9 de julio de 2011.

### FSV Frankfurt
A principios de 2013, fue enviado a préstamo al FSV Frankfurt. Leckie hizo permanente su traspaso el 3 de junio de 2013, citando que era necesario para su desarrollo como jugador, ya que en Frankfurt tuvo más oportunidades de jugar

### FC Ingoldstadt 04
El 7 de mayo de 2014, firmó un contrato por tres años con el FC Ingolstadt 04.

### Hertha de Berlín
El 22 de mayo de 2017 fichó por el Hertha de Berlín para la temporada 2017-18.

## Selección nacional
En agosto de 2009, Leckie fue convocado para representar a Australia en el Campeonato Juvenil sub-19 de la AFF de 2009, en donde anotó el primer gol en la victoria 4-1 sobre los locales Vietnam en las semifinales. Leckie también fue convocado para la selección australiana sub-19 para el Campeonato Sub-19 de 2010 de la AFC.
El exentrenador de la selección australiana, Pim Verbeek, convocó a Leckie por primera vez a la selección cuando lo incluyó entre los 25 jugadores que enfrentaron a Indonesia en un partido eliminatorio para Copa Asiática de la AFC de 2011. Leckie no jugó en el partido pero Australia aseguró su pase al torneo con una victoria 1-0.
Holger Osieck, el siguiente entrenador de la selección, incluyó a Leckie en la convocatoria para un amistoso frente a la República de Corea el 14 de noviembre de 2012. Leckie ingresó en los minutos finales de ese partido.
El 13 de mayo de 2014 Leckie fue incluido por Ange Postecoglou, el nuevo entrenador de la selección australiana, en la lista preliminar de 30 jugadores con miras a la Copa Mundial de Fútbol de 2014. El 3 de junio fue confirmado en la lista final de 23 jugadores.

### Participaciones en Copas del Mundo
| Mundial                        | Sede   | Resultado        | Partidos | Goles |
| ------------------------------ | ------ | ---------------- | -------- | ----- |
| Copa Mundial de Fútbol de 2014 | Brasil | Primera fase     | 3        | 0     |
| Copa Mundial de Fútbol de 2018 | Rusia  | Primera fase     | 3        | 0     |
| Copa Mundial de Fútbol de 2022 | Catar  | Octavos de final | 4        | 1     |

### Goles internacionales
| N.º | Fecha                    | Lugar                                        | Oponente               | Gol | Resultado | Competición                     |
| --- | ------------------------ | -------------------------------------------- | ---------------------- | --- | --------- | ------------------------------- |
| 1.  | 16 de octubre de 2013    | Craven Cottage, Londres                      | Canadá                 | 3-0 | 3-0       | Amistoso                        |
| 2.  | 3 de septiembre de 2015  | nib Stadium, Perth                           | Bangladés              | 1-0 | 5-0       | Clasificación Copa Mundial 2018 |
| 3.  | 4 de junio de 2016       | ANZ Stadium, Sídney                          | Grecia                 | 1-0 | 1-0       | Amistoso                        |
| 4.  | 23 de marzo de 2017      | Shahid Dastgerdi Stadium, Teherán            | Irak                   | 0-1 | 1-1       | Clasificación Copa Mundial 2018 |
| 5.  | 28 de marzo de 2017      | Allianz Stadium, Sídney                      | Emiratos Árabes Unidos | 2-0 | 2-0       | Clasificación Copa Mundial 2018 |
| 6.  | 5 de septiembre de 2017  | AAMI Park, Melbourne                         | Tailandia              | 2-1 | 2-1       | Clasificación Copa Mundial 2018 |
| 7.  | 1 de junio de 2018       | NV Arena, Sankt Pölten                       | República Checa        | 1-0 | 4-0       | Amistoso                        |
| 8.  | 1 de junio de 2018       | NV Arena, Sankt Pölten                       | República Checa        | 3-0 | 4-0       | Amistoso                        |
| 9.  | 20 de noviembre de 2018  | ANZ Stadium, Sídney                          | Líbano                 | 3-0 | 3-0       | Amistoso                        |
| 10. | 10 de septiembre de 2019 | Estadio Al Kuwait Sports Club, Kuwait        | Kuwait                 | 0-1 | 0-3       | Clasificación Copa Mundial 2022 |
| 11. | 10 de septiembre de 2019 | Estadio Al Kuwait Sports Club, Kuwait        | Kuwait                 | 0-2 | 0-3       | Clasificación Copa Mundial 2022 |
| 12. | 3 de junio de 2021       | Estadio Internacional Jaber Al-Ahmad, Kuwait | Kuwait                 | 0-1 | 0-3       | Clasificación Copa Mundial 2022 |
| 13. | 11 de junio de 2021      | Estadio Internacional Jaber Al-Ahmad, Kuwait | Nepal                  | 0-1 | 0-3       | Clasificación Copa Mundial 2022 |
| 14. | 30 de noviembre de 2022  | Estadio Al Janoub, Al Wakrah                 | Dinamarca              | 1-0 | 1-0       | Copa Mundial de Fútbol de 2022  |

## Clubes
| Club                       | País      | Año       |
| -------------------------- | --------- | --------- |
| Adelaide United            | Australia | 2009-2011 |
| Borussia Mönchengladbach   | Alemania  | 2011-2012 |
| FSV Frankfurt (a préstamo) | Alemania  | 2012-2013 |
| FSV Frankfurt              | Alemania  | 2013-2014 |
| F. C. Ingolstadt 04        | Alemania  | 2014-2017 |
| Hertha BSC                 | Alemania  | 2017-2021 |
| Melbourne City F. C.       | Australia | 2021-     |

## Palmarés

### Títulos nacionales
| Título   | Club                 | País      | Año  |
| -------- | -------------------- | --------- | ---- |
| A-League | Melbourne City F. C. | Australia | 2025 |

### Títulos internacionales
| Título        | Club (*)               | País      | Año  |
| ------------- | ---------------------- | --------- | ---- |
| Copa Asiática | Selección de Australia | Australia | 2015 |

(*) Incluyendo la selección.